# Oysonville
Oysonville est une commune française située dans le département d'Eure-et-Loir, région Centre-Val de Loire. Oysonville appartient au canton d'Auneau et à l'arrondissement de Chartres. Ses habitants sont appelés les Oysonvillois ; au dernier recensement de 2022, ils étaient 526.

## Géographie

### Situation
Oysonville est une commune appartenant à la plaine de la Beauce. La superficie est de 9,6 km2. Oysonville porte le code Insee 28294 et est associée au code postal 28700. Elle se situe géographiquement à une altitude de 150 mètres environ.

Situation géographique
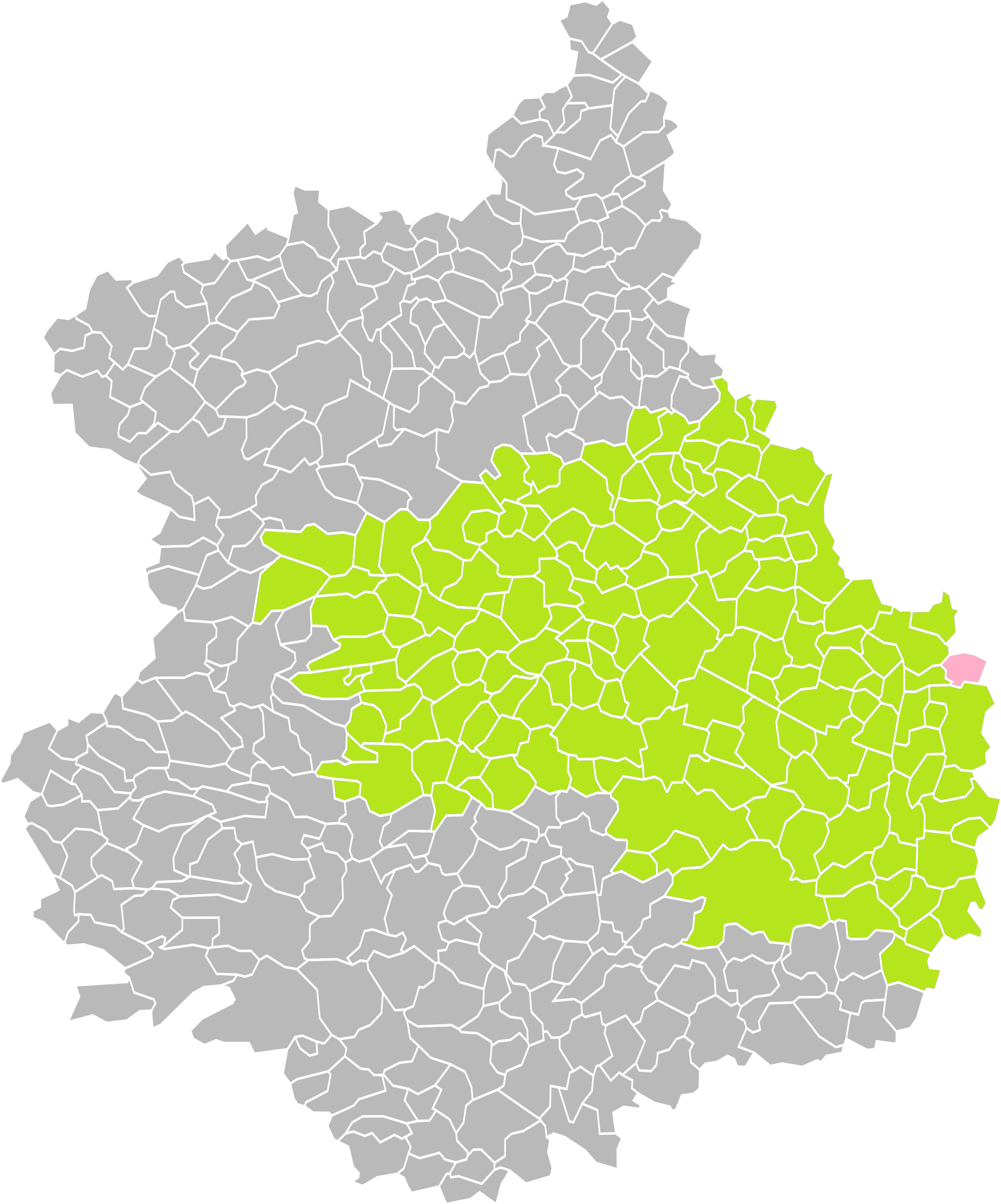
Oysonville dans son arrondissement.
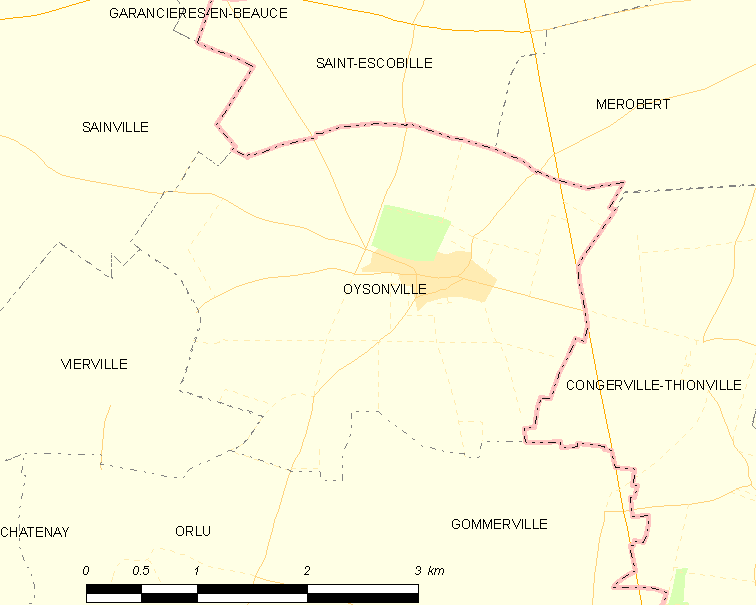
Carte de la commune d'Oysonville.

### Communes et département limitrophes
| Sainville | Saint-Escobille (Essonne) | Mérobert (Essonne)               |
| Vierville | Oysonville                | Congerville-Thionville (Essonne) |
| Orlu      | Gommerville               | Congerville-Thionville (Essonne) |

### Climat
Pour des articles plus généraux, voir Climat du Centre-Val de Loire et Climat d'Eure-et-Loir.
En 2010, le climat de la commune est de type climat océanique dégradé des plaines du Centre et du Nord, selon une étude du CNRS s'appuyant sur une série de données couvrant la période 1971-2000. En 2020, Météo-France publie une typologie des climats de la France métropolitaine dans laquelle la commune est exposée à un climat océanique altéré et est dans la région climatique  Sud-ouest du bassin Parisien, caractérisée par une faible pluviométrie, notamment au printemps (120 à 150 mm) et un hiver froid (3,5 °C). 
Pour la période 1971-2000, la température annuelle moyenne est de 10,6 °C, avec une amplitude thermique annuelle de 15,3 °C. Le cumul annuel moyen de précipitations est de 645 mm, avec 10,7 jours de précipitations en janvier et 7,5 jours en juillet. Pour la période 1991-2020, la température moyenne annuelle observée sur la station météorologique de Météo-France la plus proche, sur la commune de Sainville à 6 km à vol d'oiseau, est de 11,3 °C et le cumul annuel moyen de précipitations est de 655,5 mm,. Pour l'avenir, les paramètres climatiques de la commune estimés pour 2050 selon différents scénarios d'émission de gaz à effet de serre sont consultables sur un site dédié publié par Météo-France en novembre 2022.

## Urbanisme

### Typologie
Au 1er janvier 2024, Oysonville est catégorisée commune rurale à habitat dispersé, selon la nouvelle grille communale de densité à 7 niveaux définie par l'Insee en 2022.
Elle est située hors unité urbaine. Par ailleurs la commune fait partie de l'aire d'attraction de Paris, dont elle est une commune de la couronne,. 

### Occupation des sols
L'occupation des sols de la commune, telle qu'elle ressort de la base de données européenne d’occupation biophysique des sols Corine Land Cover (CLC), est marquée par l'importance des territoires agricoles (93,7 % en 2018), une proportion identique à celle de 1990 (93,7 %). La répartition détaillée en 2018 est la suivante : 
terres arables (93,7 %), zones urbanisées (3,7 %), forêts (2,6 %). L'évolution de l’occupation des sols de la commune et de ses infrastructures peut être observée sur les différentes représentations cartographiques du territoire : la carte de Cassini (XVIIIe siècle), la carte d'état-major (1820-1866) et les cartes ou photos aériennes de l'IGN pour la période actuelle (1950 à aujourd'hui).

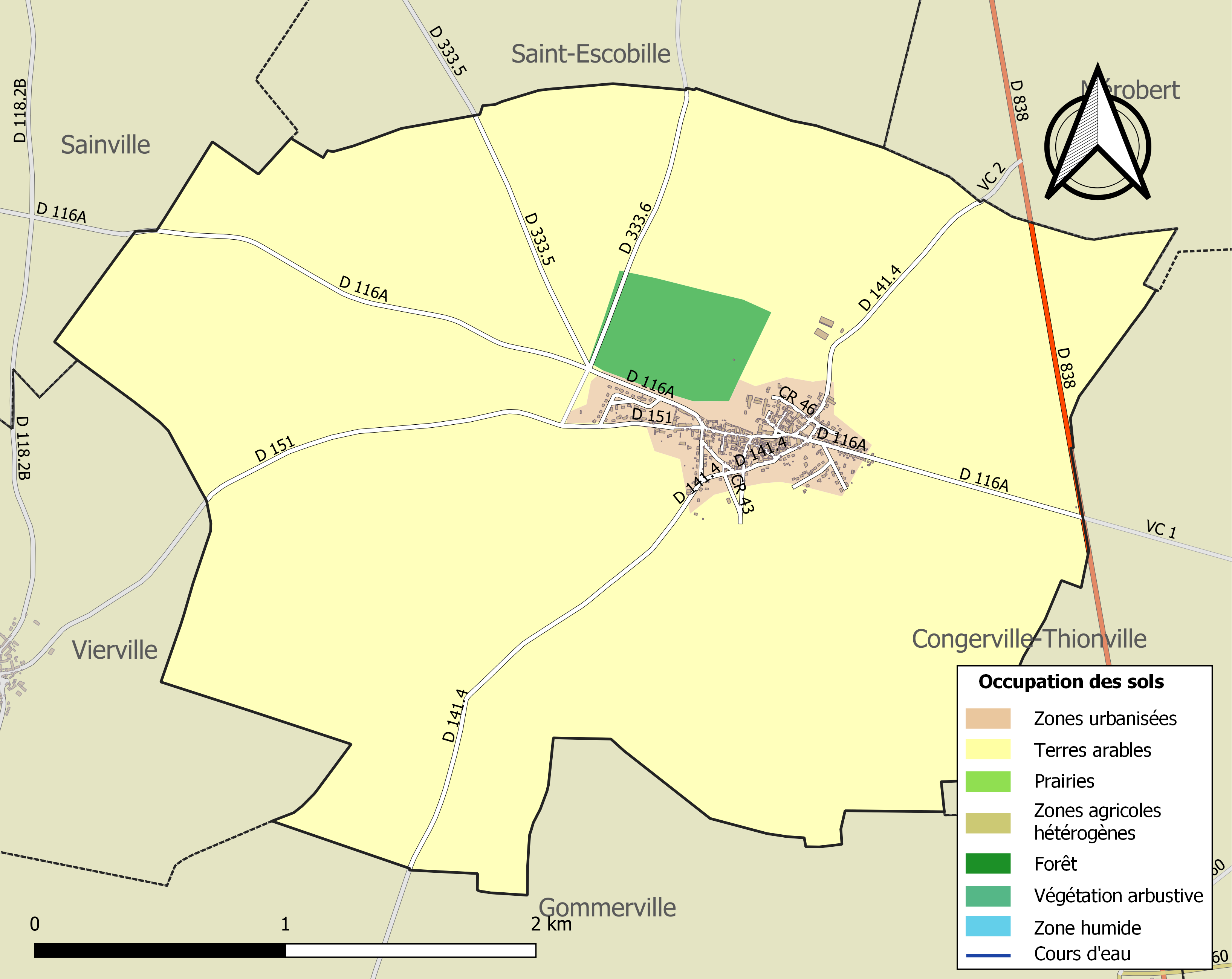
Carte des infrastructures et de l'occupation des sols de la commune en 2018 (CLC).

### Risques majeurs
Le territoire de la commune d'Oysonville est vulnérable à différents aléas naturels : météorologiques (tempête, orage, neige, grand froid, canicule ou sécheresse), inondationset séisme (sismicité très faible). Il est également exposé à un risque technologique, le transport de matières dangereuses. Un site publié par le BRGM permet d'évaluer simplement et rapidement les risques d'un bien localisé soit par son adresse soit par le numéro de sa parcelle.

#### Risques naturels
Certaines parties du territoire communal sont susceptibles d’être affectées par le risque d’inondation par débordement de cours d'eau, notamment la Vesgre et l'Eure. La commune a été reconnue en état de catastrophe naturelle au titre des dommages causés par les inondations et coulées de boue survenues en 1999,.

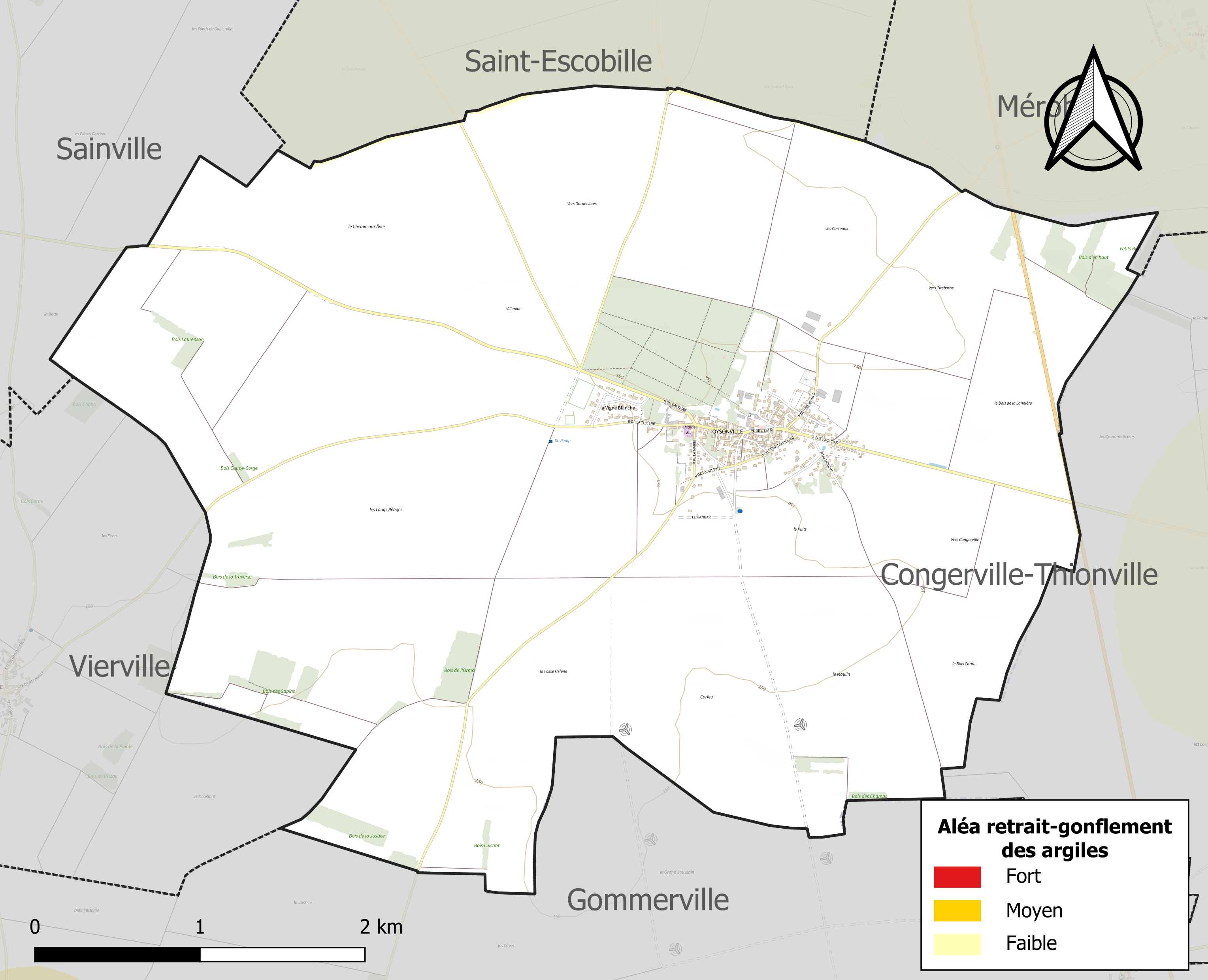
Carte des zones d'aléa retrait-gonflement des sols argileux d'Oysonville.

Le retrait-gonflement des sols argileux est susceptible d'engendrer des dommages importants aux bâtiments en cas d’alternance de périodes de sécheresse et de pluie. 0 % de la superficie communale est en aléa moyen ou fort (52,8 % au niveau départemental et 48,5 % au niveau national). Sur les 242 bâtiments dénombrés sur la commune en 2019, 0 sont en aléa moyen ou fort, soit 0 %, à comparer aux 70 % au niveau départemental et 54 % au niveau national. Une cartographie de l'exposition du territoire national au retrait gonflement des sols argileux est disponible sur le site du BRGM,.
Concernant les mouvements de terrains, la commune a été reconnue en état de catastrophe naturelle au titre des dommages causés par des mouvements de terrain en 1999.

#### Risques technologiques
Le risque de transport de matières dangereuses sur la commune est lié à sa traversée par des infrastructures routières ou ferroviaires importantes ou la présence d'une canalisation de transport d'hydrocarbures. Un accident se produisant sur de telles infrastructures est en effet susceptible d’avoir des effets graves au bâti ou aux personnes jusqu’à 350 m, selon la nature du matériau transporté. Des dispositions d’urbanisme peuvent être préconisées en conséquence.

## Toponymie
Le nom de la localité est attesté sous la forme Osenvilla au XIIe siècle.

## Histoire
Des outils d'hommes préhistoriques (silex) et des objets gallo-romains (morceaux d'amphores, de tuiles et des monnaies) ont été retrouvés sur les terres avoisinant le village.
Château fort avec sa basse cour et son donjon. Certainement construit sur une motte féodale.
Baudoin, fils de Baudoin de Beauvais, est seigneur d'un fief à Oysonville du chef de sa femme Aveline d’Étampes, vers 1138. Au XIIIe siècle, l’héritage revient à Péronnelle de Corbeil, fille de Baudoin VIII et de Marguerite de Vienne.
La terre d'Oysonville entre dans la famille d'Allonville par le premier mariage de Charles d'Allonville, maître d'hôtel du roi Louis XI, avec la petite-fille d'Adam de Crosnes, seigneur d'Oysonville en 1386, Marguerite de Crosnes.
La baronnie d'Oysonville appartient à Paul Le Prevost (1606-1679), capitaine de la compagnie des chevau-légers de Richelieu et ambassadeur en Saxe. Louis XIV lui érige cette terre en marquisat, par lettres-patentes données à saint-Germain-en-Laye en mars 1664, pour le remercier des services rendus à lui-même et à son père Louis XIII. François-Bernard Briçonnet (†1688), lieutenant des chasses de Saint-Germain et de Versailles, marié à Françoise (†1702), fille et héritière de Paul Le Prevost, devient marquis d'Oysonville. Leur petite-fille Geneviève-Claude Briçonnet (†1793), marquise d'Oysonville en 1773, avait épousé André-René du Pont d'Aubevoye (1707-1755)), marquis de la Roussiere, famille où la terre restera jusqu'à ce qu'elle passe par alliance dans la famille Odart de Rilly.

### Le château actuel
Au XVe siècle, François d'Allonville, débute la reconstruction du château, préalablement brûlé par les Anglais. Au début du règne d'Henri IV, il est achevé par son fils François d'Allonville, avec quelques modifications.
Au XVIIIe siècle, le seigneur des lieux, le marquis Paul-Guy Briçonnet, mort à la bataille de Parme en 1734, y fait de nombreux travaux.
Ce n'est que vers 1835, que Théodore du Pont d'Aubevoye (1784-1862), commandant du vaisseau Superbe en 1833, l'adapte à la vie moderne par de gros travaux. Acquis par les Nouvelles Messageries de la Presse Parisienne, il abritera à partir de 1949-1950 jusque dans les années 1980 un des centres de colonie de vacances pour les enfants des employés de cette société et abritera à ce moment plusieurs fois des formations dispensées par des associations d'Éducation Populaire (CEMEA, FRANCA, UFCV).

## Politique et administration

### Liste des maires
| Période                                  | Période      | Identité         | Étiquette | Qualité              |
| ---------------------------------------- | ------------ | ---------------- | --------- | -------------------- |
| Les données manquantes sont à compléter. |              |                  |           |                      |
| 2001                                     | 2008         | Jacques Callens  |           |                      |
| Mars 2008                                | Juillet 2020 | René Dauvilliers | SE        | Agriculteur retraité |
| Juillet 2020                             | En cours     | Florence Héron   |           |                      |

## Population et société

### Démographie
L'évolution du nombre d'habitants est connue à travers les recensements de la population effectués dans la commune depuis 1793. Pour les communes de moins de 10 000 habitants, une enquête de recensement portant sur toute la population est réalisée tous les cinq ans, les populations de référence des années intermédiaires étant quant à elles estimées par interpolation ou extrapolation. Pour la commune, le premier recensement exhaustif entrant dans le cadre du nouveau dispositif a été réalisé en 2005.

En 2022, la commune comptait 526 habitants, en évolution de +1,15 % par rapport à 2016 (Eure-et-Loir : −0,23 %, France hors Mayotte : +2,11 %).
| 1793 | 1800 | 1806 | 1821 | 1831 | 1836 | 1841 | 1846 | 1851 |
| ---- | ---- | ---- | ---- | ---- | ---- | ---- | ---- | ---- |
| 530  | 547  | 528  | 548  | 554  | 521  | 475  | 502  | 464  |

| 1856 | 1861 | 1866 | 1872 | 1876 | 1881 | 1886 | 1891 | 1896 |
| ---- | ---- | ---- | ---- | ---- | ---- | ---- | ---- | ---- |
| 462  | 465  | 431  | 405  | 410  | 417  | 423  | 437  | 432  |

| 1901 | 1906 | 1911 | 1921 | 1926 | 1931 | 1936 | 1946 | 1954 |
| ---- | ---- | ---- | ---- | ---- | ---- | ---- | ---- | ---- |
| 412  | 384  | 433  | 362  | 324  | 380  | 335  | 338  | 325  |

| 1962 | 1968 | 1975 | 1982 | 1990 | 1999 | 2005 | 2006 | 2010 |
| ---- | ---- | ---- | ---- | ---- | ---- | ---- | ---- | ---- |
| 362  | 318  | 325  | 441  | 485  | 471  | 491  | 496  | 498  |

| 2015 | 2020 | 2022 | - | - | - | - | - | - |
| ---- | ---- | ---- | - | - | - | - | - | - |
| 519  | 523  | 526  | - | - | - | - | - | - |

Oysonville a une évolution démographique générale positive. 274 habitants en 1962, les Oysonvillois sont 501 en 2010. Après une forte croissance entre le milieu des années 1970 et le milieu des années 1980, coïncidant avec l'installation de couples issus de la génération du baby-boom, la population s'est quelque peu stabilisée au cours des années 1990 et au début des années 2000.

### Manifestations culturelles et festivités
L'association Oysonvilloise « l'Atelier des Fleurs du Calvaire » a animé le village et la région par un spectacle historique « son et lumière de nuit » avec comme fil conducteur des personnages ayant marqué la Beauce. Henry IV, un village à l'heure allemande, etc. Elle a joué Beau François le célèbre chef de la bande d'0rgères dans une ferme à Pussay (Essonne) en juin 2010 et 2011.
En 2011 :
- elle participait aux journées du patrimoine et offrait un après-midi à thème intitulé « visite en blason »;
- en 2012, elle avait préparé un spectacle la Ferme de la Pierre Levée (des Histoires en Pays d’Étampes).

## Économie

### Fermes éoliennes

#### Les Gargouilles
En 2011, quatre turbines Enercon E82/2300, d'une puissance de 2,3 MW chacune, sont mises en service par Futuren, développant une puissance nominale totale de 9,2 MW.

#### Les VingtSetiers
Cinq autres turbines identiques sont mises en service, en juin et juillet 2011, sur les communes d'Oysonville (4 turbines) et de Gommerville (1 turbine) par Futuren, totalisant une puissance de 11,5 MW.

## Culture locale et patrimoine

### Lieux et monuments
L'église Saint-Pierre et Saint-Paul est jouxtée par le château et son parc. Elle recèle des trésors du patrimoine : lambris de revêtement du XVIIIe siècle, retable de l'autel Saint-André de 1693 par Mesnager, plusieurs dalles funéraires dont celle d'Adam d'Écrosnes et d'Agnès le Morhier datant de 1408.
On compte trois croix des chemins, ayant pour vocation de symboliser l'acte de foi de la communauté, de guider le voyageur, de le protéger de l'inconnu et des mauvaises rencontres. Une mariette dite « la Bonne Vierge » se situe à quelques centaines de mètres de l'entrée du village sur les bords de la route départementale en direction de Congerville.
Le parc communal du Calvaire, du nom de la colline (aussi appelée Golgotha) à l'extérieur de Jérusalem sur laquelle Jésus de Nazareth fut crucifié, est un ancien lieu de culte voué à la Vierge, à la suite du vœu de Louis XIII consacrant la France à la Vierge Marie le 10 février 1638, après la grossesse de son épouse Anne d'Autriche. Il comporte une butte de terre sur laquelle domine un monticule de pierres fixant Jésus sur une croix de bois. L'enceinte du parc est ornée de différentes plaques figurant les diverses étapes du chemin de croix effectué par le Christ.
Après avoir longtemps été la demeure du prêtre, du curé de l'église paroissiale, le presbytère n'a aujourd'hui plus sa vocation religieuse.
Le village, comme tant d'autres à travers la France, possède un monument aux morts, dédié aux combattants oysonvillois de la Première (1914-1918) et de la Seconde Guerre mondiale (1939-1945). Celui-ci est érigé sur un ancien cimetière du XVIe siècle.
La mairie-école date de l'époque de Jules Ferry, ministre de l'Instruction publique dans les années 1880 sous la IIIe République. Elle comporte un logement de fonction, autrefois réservé aux instituteurs du village.
La commune comporte également un terrain de loisirs (boulodrome, courts de tennis, panier de basket, pelouse pour ballon rond), baptisé en 2007 « Stade Marie-Paule Pommeret », en hommage à une ancienne maire ou mairesse de Oysonville, ainsi qu'une salle polyvalente servant aux diverses fêtes et manifestations organisées par la commune ou par des associations.

### Personnalités liées à la commune
- François II d'Allonville d'Oysonville (1529-1615), seigneur d'Oysonville et de Vertron, chevalier de l'ordre de Saint-Michel, député de la noblesse aux États généraux de 1560 à Orléans et aux États généraux de 1588-1589 à Blois ;
- Agnès Varda (née en 1928), photographe, réalisatrice de cinéma et plasticienne, a, notamment, tourné en 2002 le film Deux ans après dans plusieurs villages de Beauce eurélienne : Allainville, Barmainville, Oysonville et Sainville[29] ;
- Marc Blondel (1938-2014), syndicaliste, résidait dans la commune.

### Héraldique
|  | Les armes de la commune se blasonnent ainsi : 2 écus : 1) d’or à la croix de gueules chargée de cinq coquilles d’argent et 2) de gueules aux trois fleurs de lys d’argent. |